# 多賀常則
多賀 常則（たが つねのり）は、戦国時代から安土桃山時代の武将。浅井氏・織田氏・豊臣氏の家臣。

## 生涯
はじめ近江国北部の戦国大名・浅井長政に仕えた。その後、尾張国・美濃国の織田信長に仕えたといわれており、元亀元年（1570年）には、織田軍の一員として近江南部の大津穴太で浅井・朝倉連合軍と対峙している。以後、天正元年（1573年）8月の越前国の朝倉義景滅亡戦（一乗谷城の戦い）、天正9年（1581年）9月の伊賀攻め、天正10年（1582年）2月からの武田征伐にそれぞれ参加した。6月に本能寺の変が起こり信長が死去した後は羽柴秀吉に仕えたが、本能寺の変における動向はわかっていない。
天正12年（1584年）の小牧・長久手の戦いにも300の軍勢を率いて参加。その後、秀吉の命令で実弟の羽柴秀長付の家臣となり、大和において2000石を知行として与えられた。天正15年（1587年）2月、九州征伐において秀長軍の一員として従軍するが、4月20日に病気のために陣中にて死去した。ただし没年に関しては天正17年（1589年）説、慶長2年12月23日（1598年1月30日）説なども存在する（『寛政重修諸家譜』）。

## 人物
- 織田信長から一定の信任を得ていたようであり、武田征伐が終了した後の4月3日、丹羽長秀や堀秀政らと暇を与えられて上野の草津温泉での湯治を許されている（『信長公記』）。